# NWA世界ジュニアヘビー級王座
NWA世界ジュニアヘビー級王座（NWAせかいジュニアヘビーきゅうおうざ、NWA Junior Heavyweight Championship）は、NWA（National Wrestling Alliance）本部直轄のプロレスのタイトルである。

## 概要
王座創設は新NWA（アライアンス）が発足される前の第二次世界大戦中の1943年で、後にアライアンスの初代会長に就任するピンキー・ジョージによりケン・フェネロンが初代王座に認定されている。1944年にはMWA王者エディ・キャンベルを下し王座統一。
1949年、新NWA王者ビリー・ゲルツと旧NWA（アソシエーション）王者レロイ・マクガークの間で王座統一戦が行われ、勝利したマクガークにより新旧王座が統一された。1950年2月、マクガークが交通事故による失明のため返上。1950年11月13日王座決定戦でバーン・ガニアがベルト獲得。1951年に王座を獲得したダニー・マクシェインは3州の王座を吸収する。
その後、元王者でオクラホマ地区のプロモーターであったマクガークによって同王座の管理・運営をNWAから任されることになり、主にマクガークのプロモートするNWAトライステート地区（オクラホマ、ルイジアナ、ミシシッピ、アーカンソー）で選手権試合が行われるようになった。だが、このことが王座の占有を招く結果となり、NWAの反主流派と呼ばれていたプロモーター達（WWFのビンス・マクマホン、CWFのエディ・グラハム、ハリウッド・レスリングのマイク・ラベール、新日本プロレスの新間寿ら）と反目する原因となった。
1979年に当時の王者であったネルソン・ロイヤルの引退に伴い、反主流派はロサンゼルスにて同年12月10日に王座決定戦を行い、スティーブ・カーンを新王者に認定するも、これに異を唱えたマクガークも1980年2月11日にオクラホマで王座決定トーナメントを決行し、ロン・スターを新王者に認定したため、一時期、2つの『NWA世界ジュニアヘビー級王座』が混在するなどの事態を招いたが、最終的にはマクガーク版のタイトルの正当性が認められた。なお、反主流派が新設したタイトルは「NWAインターナショナル・ジュニアヘビー級王座」として日本に定着している。
ケン・マンテルが王者時代、フリッツ・フォン・エリックが1万ドルで製作したレジー・パークス製作のベルトが贈られる。1974年12月5日には、日本大学講堂においてマンテルにジャンボ鶴田が挑戦。1982年5月25日レス・ソントンからタイガーマスク（初代）が奪取するが、NWA本部では王座獲得のみを記録し、アメリカではソントンが継続して王者として活動する。タイガーマスクは新日本プロレス認定の王座として防衛戦を続ける。ソントンがWWFに移籍すると、その後はジム・クロケット・ジュニアが管理、最終的に、ロイヤルが過去の実績が認められ認定されるが1988年に王座は封印。新日版王座は、タイガーマスク引退後に1983年11月3日にザ・コブラが獲得。WWFの同級王座と共に新日本プロレスにて管理されていたが、WWFと新日の業務提携終了に伴い、1985年10月31日をもってWWFジュニアヘビー級王座を返上。この機会に、1985年8月に王者であったコブラがNWA王座も返上することとなった。
その後、USAチャンピオンシップ・レスリングにて王座のタイトルマッチが行われていたが、団体が閉鎖しその時点で王者であったネルソン・ロイヤルが1988年にアトランティック・コースト・レスリングを設立し、そのまま王者として活動するも、団体が閉鎖した事で、管理者がいなくなり王座は宙に浮いた状況になっていたが、1995年8月30日に日本のレッスル夢ファクトリーにて王座が復活し、新王者決定トーナメントが開催され、茂木正淑が王者として認定される。だが、この頃にはNWAの権威が低下したこともあり、マイナータイトルの一つという扱いとなっており、一時は（1996年から1998年まで）ジュニア8冠王座のひとつになっていた。8冠王座解体後は新日から離れ、NWA本部が直接管理する王座となり、その後新日がNWAと再提携したことにより、一時タイガーマスク（4代目）や獣神サンダー・ライガーが王者となるなど、再び新日と関係を持つようになったが、再び提携が解消されたことにより、新日から完全に離れ、現在はインディー団体のレスラーを対象にした王座として存続している。
2011年にクレイグ・クラシックが王者としてNWAに加盟していたプロレスリングZERO1でタイトルマッチを行っていたが、7月11日にNWAはZERO1に参戦していたNWA世界ヘビー級王者のザ・シーク（2代目）が、コロンバスでアダム・ピアースとの防衛戦をボイコットしたため、シークからNWA世界ヘビー級王座を剥奪。クラシックはNWAにシークがNWA世界ヘビー級王座を剥奪されたことに抗議するが受け入れられず、クラシックは王座を返上したがZERO1はクラシックを引き続きNWA世界ジュニアヘビー級王者に認定。10月にZERO1がNWAに抗議して脱退。11月3日にZERO1はNWAへの当て付けとして王座認定組織「NWA（ニュー・レスリング・アライアンス）」を発足。クラシックが保持しているNWA世界ジュニアヘビー級王座の歴代数及び防衛回数は継承されることになった。ZERO1のNWA世界ジュニアヘビー級王座はアメリカのNWAが管理、認定しているNWAジュニアヘビー級王座とは別物である。2012年3月2日にZERO1のインターナショナルジュニアヘビー級王座（かつてNWAが認定していた王座）とのダブルタイトルマッチで王座が統合されて現在はジュニア2冠王座としてタイトルマッチが行われている。
2013年からNWAが新日本プロレスと交戦するようになると、このタイトルも2014年から防衛戦が行われるようになり、11月8日には獣神サンダー・ライガーがジュニア8冠王座以来の王者になった。
2017年9月30日をもってNWAは組織変更がなされて、その直前の8月12日に王座に就いたバレット・ブラウンは組織変更後は王者として認定されず空位となり、王座決定戦も行われず王者不在のままとなっていた。
2020年3月20日にテネシー州ナッシュビルにて行われた興行にて王座が復活し、王座決定トーナメント決勝に進出した4名による4WAYマッチにて勝利したホミサイドが新王者に認定される。